# Latinskoamerický hospodářský systém
Latinskoamerický hospodářský systém španělsky Sistema Económico Latinoamericano y del Caribe (SELA) je organizace založená v roce 1975 k rozvoji ekonomické spolupráce mezi zeměmi Latinské Ameriky a Karibiku. V roce 2023 měla 25 členských zemí.